# Vladímir Rogovskiy
Vladímir Grigorovich Rogovsky (Jersón, RSS de Ucrania, URSS, 21 de febrero de 1954 - Jersón, Ucrania, 11 de marzo de 2022) fue un futbolista soviético y ucraniano, que jugaba en la posición de delantero. Fue nombrado maestro de deportes de la URSS en 1975.

## Carrera profesional
Comenzó a jugar al fútbol en su Jersón natal. Como miembro del equipo infantil «Gaviota», ganó el torneo nacional y el premio Pelota de cuero. Después de una actuación exitosa en este torneo, ingresó al internado deportivo de Kiev. En 1971, como miembro de la selección nacional juvenil de Ucrania, se convirtió en el ganador del torneo entre repúblicas soviéticas. Marcó 2 goles en esta competición.
Después de graduarse, regresó a casa, donde fue invitado al segundo equipo de la liga, el Lokomotiv de Jersón (actual Krystal Jersón). Cuando llegó el momento de unirse al ejército, tuvo que jugar en equipos militares. Fue allí donde lo vio el entonces entrenador Oleksei Drozdenko. Invitó a Vladímir Rogovskiy, de 20 años, al Shajtar Donetsk. Rogovsky ganó casi de inmediato un lugar en la alineación titular de su nuevo club, donde reemplazó a Oleksandr Vasín, quien dejó el equipo, en el flanco derecho. La alta velocidad y la capacidad de vencer «uno a uno» permitieron a Rogovskiy declararse como uno de los delanteros extremos más prometedores. Y aunque no obtuvo tantos goles, sus compañeros marcaron muchas veces gracias a sus asistencias. Durante sus actuaciones en el equipo de Donetsk, Rogovskiy ganó la Copa de la URSS (jugó 10 partidos y anotó 2 goles en el torneo), se convirtió dos veces en subcampeón del campeonato de la URSS, y una tercera vez como tercer clasificado. Como miembro de la selección nacional de Ucrania, quedó en tercer lugar en la competición entre equipos de las repúblicas soviéticas.
Jugó 10 partidos en copas de Europa y marcó 2 goles. Su cabezazo en el minuto 3 del partido de la Copa de la UEFA entre el Shajtar Donetsk y el Dinamo de Berlín el 15 de septiembre de 1976 se convirtió en el primer gol de la Copa de Europa en la historia del club de Donetsk.
A la edad de 28 años terminó su carrera como futbolista y regresó a Jersón.

## Después del final de su carrera.
Dirigió el Departamento de Educación Física del Instituto de Economía y Derecho de Jersón.

## Palmarés
- Ganador de la Copa de la URSS: 1980
- Subcampeón del Campeonato de la URSS: (2) 1975, 1979
- Tercer clasificado del Campeonato de la URSS: 1978
- Tercer clasificado del campeonato entre repúblicas soviéticas: 1979
- Ganador del premio de la revista «Зміна» (Cambio) - Al mejor debutante de la temporada: 1975
- En la lista de «los 33 mejores» de la URSS: (N.º 3 - 1979)
- En la lista de «los 33 mejores» de la URSS: (N.º 2 - 1977)